# Paavo Lipponen
Paavo Tapio Lipponen (ur. 23 kwietnia 1941 w Turtola) – fiński polityk, premier w latach 1995–2003 stojący na czele 66. i 67. rządu, były przewodniczący parlamentu i partii socjaldemokratycznej.

## Życiorys
Absolwent liceum w Kuopio z 1959, przez rok studiował filozofię i literaturę na Dartmouth College. W 1971 uzyskał magisterium z polityki międzynarodowej na Uniwersytecie Helsińskim. W latach 60. pracował jako redaktor studenckiej ghazety „Ylioppilaslehti” i niezależny dziennikarz publikujący dla Yleisradio. Fiński dyplomata Alpo Rusi w swojej książce Vasemmalta ohi zasugerował, że w 1969 Paavo Lipponen współpracował ze Stasi, enerdowskimi służbami specjalnymi. Sam zainteresowany twierdził, że był obiektem manipulacji ze strony funkcjonariuszy NRD. Wskazał również w swoich pamiętnikach, że dwukrotnie usiłowała go pozyskać radziecka KGB.
Od 1967 do 1979 pełnił różne funkcje w Socjaldemokratycznej Partii Finlandii. Przez następne trzy lata był sekretarzem urzędującego premiera, Mauna Koivisto. W latach 1983–1987 po raz pierwszy zasiadał w Eduskuncie. Do parlamentu powrócił w 1991, mandat poselski sprawował nieprzerwanie do 2007.
W 1993 zastąpił podejrzewanego o defraudacje finansowe Ulfa Sundqvista na stanowisku przewodniczącego socjaldemokratów. Dwa lata później doprowadził to ugrupowanie do zwycięstwa w wyborach parlamentarnych. Od marca do kwietnia 1995 był przewodniczącym parlamentu, następnie stanął jako premier na czele koalicyjnego rządu. W kolejnych wyborach z 1999 kierowane przez niego ugrupowanie pozostało największą siłą polityczną w Eduskuncie. Paavo Lipponen dzięki temu pozostał na czele rządu przez dalsze cztery lata. Po porażce wyborczej z 2003 podpisał umowę koalicyjną ze zwycięską Partią Centrum, objął po raz drugi w swojej karierze stanowisko marszałka Eduskunty.
W 2005 zrezygnował z przewodniczenia Socjaldemokratycznej Partii Finlandii, a dwa lata później z ubiegania się o reelekcję w wyborach krajowych. Po zakończeniu działalności politycznej został zatrudniony jako konsultant przez zależną do rosyjskiego Gazpromu spółkę Nord Stream, będącą inwestorem Gazociągu Północnego. Powierzono mu w zakresie obowiązków reprezentowanie firmy w kontaktach z władzami i instytucjami fińskimi. W 2011 zadeklarował zamiar ubiegania się o nominację na kandydata do wyborów prezydenckich z ramienia Socjaldemokratycznej Partii Finlandii. Uzyskał partyjną nominację, przegrał w pierwszej turze wyborów, otrzymując 6,7% głosów.

## Życie prywatne
Dwukrotnie żonaty, od 1998 z Päivi Lipponen, posłanką do Eduskunty. Ma troje dzieci.